# Le Bodéo
Le Bodéo [ləbɔdeo] est une commune française située dans le département des Côtes-d'Armor, en région Bretagne.

## Géographie
La commune fait partie du territoire breton traditionnel Fañch.
| La Harmoye            | Lanfains | L'Hermitage-Lorge |
|                       | Bodéo    |                   |
| Saint-Martin-des-Prés | Merléac  | Allineuc          |

### Hydrographie
Pour un article plus général, voir Réseau hydrographique des Côtes-d'Armor.
La commune est située dans le bassin Loire-Bretagne. Elle est drainée par l'Oust et le Mottay,,.
L'Oust, d'une longueur de 145 km, prend sa source dans la commune de La Harmoye et se jette  dans la Vilaine à Rieux, après avoir traversé 46 communes.  Les caractéristiques hydrologiques de l'Oust sont données par la station hydrologique située sur la commune de Saint-Martin-des-Prés. Le débit moyen mensuel est de 0,376 m3/s. Le débit moyen journalier maximum est de 9,22 m3/s, atteint lors de la crue du 18 décembre 1981. Le débit instantané maximal est quant à lui de 14,8 m3/s, atteint le 17 octobre 1981.
Un plan d'eau complète le réseau hydrographique : l'étang de Bosméléac, d'une superficie totale de 59,2 ha (19,71 ha sur la commune),.

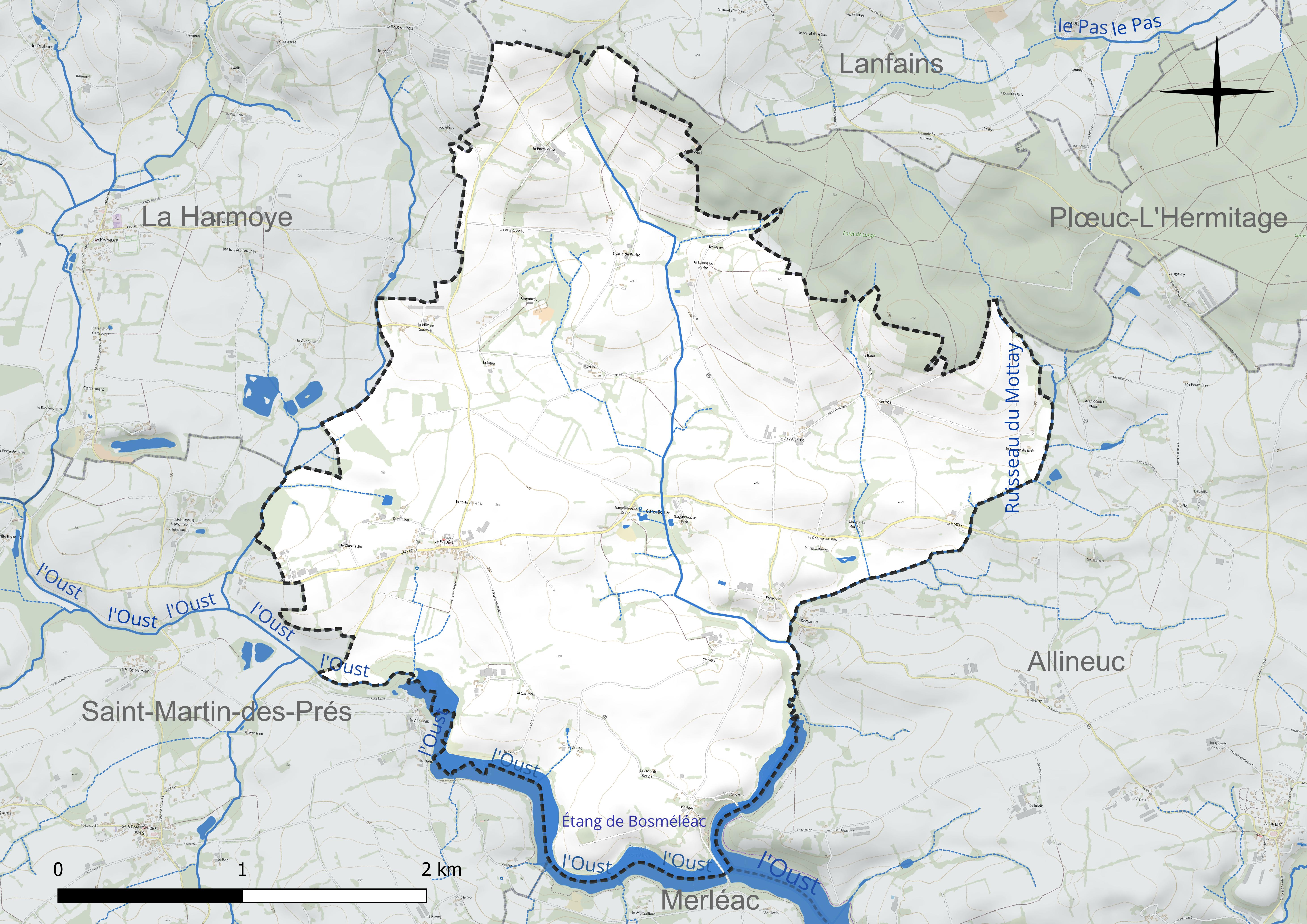
Réseau hydrographique du Bodéo.

### Climat
Pour des articles plus généraux, voir Climat de la Bretagne et Climat des Côtes-d'Armor.
En 2010, le climat de la commune est de type climat océanique franc, selon une étude du CNRS s'appuyant sur une série de données couvrant la période 1971-2000. En 2020, Météo-France publie une typologie des climats de la France métropolitaine dans laquelle la commune est exposée à un climat océanique et est dans la région climatique  Finistère nord, caractérisée par une pluviométrie élevée, des températures douces en hiver (6 °C), fraîches en été et des vents forts. Parallèlement l'observatoire de l'environnement en Bretagne publie en 2020 un zonage climatique de la région Bretagne, s'appuyant sur des données de Météo-France de 2009. La commune est, selon ce zonage, dans la zone « Intérieur  », exposée à un climat médian, à dominante océanique.  
Pour la période 1971-2000, la température annuelle moyenne est de 10,8 °C, avec  une amplitude thermique annuelle de 11,9 °C. Le cumul annuel moyen de précipitations est de 911 mm, avec 14,4 jours de précipitations en janvier et 7,3 jours en juillet. Pour la période 1991-2020, la température moyenne annuelle observée sur la station météorologique la plus proche, située sur la commune de Plœuc-L'Hermitage à 13 km à vol d'oiseau, est de 11,1 °C et le cumul annuel moyen de précipitations est de 954,7 mm,. Pour l'avenir, les paramètres climatiques de la commune estimés pour 2050 selon différents scénarios d’émission de gaz à effet de serre sont consultables sur un site dédié publié par Météo-France en novembre 2022.

## Urbanisme

### Typologie
Au 1er janvier 2024, Le Bodéo est catégorisée commune rurale à habitat très dispersé, selon la nouvelle grille communale de densité à 7 niveaux définie par l'Insee en 2022.
Elle est située hors unité urbaine. Par ailleurs la commune fait partie de l'aire d'attraction de Saint-Brieuc, dont elle est une commune de la couronne,. Cette aire, qui regroupe 51 communes, est catégorisée dans les aires de 200 000 à moins de 700 000 habitants,.

### Occupation des sols
L'occupation des sols de la commune, telle qu'elle ressort de la base de données européenne d’occupation biophysique des sols Corine Land Cover (CLC), est marquée par l'importance des territoires agricoles (98 % en 2018), une proportion sensiblement équivalente à celle de 1990 (97,8 %). La répartition détaillée en 2018 est la suivante : terres arables (45,7 %), zones agricoles hétérogènes (39,3 %), prairies (13 %), eaux continentales (1,1 %), forêts (0,9 %). L'évolution de l'occupation des sols de la commune et de ses infrastructures peut être observée sur les différentes représentations cartographiques du territoire : la carte de Cassini (XVIIIe siècle), la carte d'état-major (1820-1866) et les cartes ou photos aériennes de l'IGN pour la période actuelle (1950 à aujourd'hui).

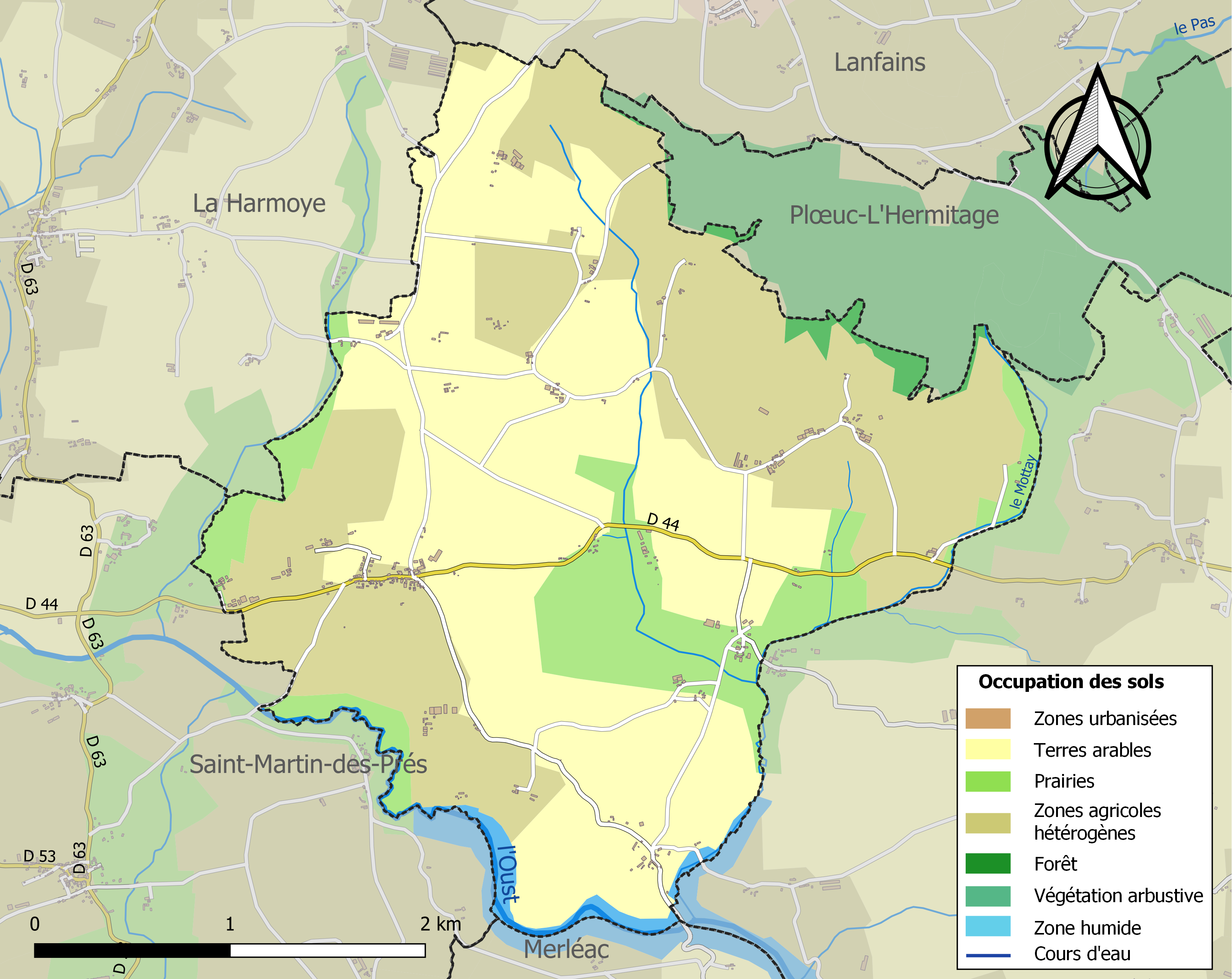
Carte des infrastructures et de l'occupation des sols de la commune en 2018 (CLC).

## Toponymie
Le nom de la localité est attesté sous les formes Bodeou en 1170, Parrochia de Bodeou en 1246, Bodoeou en 1270, Bodeio en 1271, Bodayo en 1331, Bodoeou en 1332, Bodeou en 1368, Bodeo en 1516, Botdeau en 1536, Bodeauen 1562, Bodeo en 1574.
Son nom vient du breton bot qui veut dire demeure et de Eo à l'origine incertaine.
Le Bodio en gallo.
Bodeoù en breton.

## Histoire

### XVIIIesiècle
Avant la Révolution, la localité était une paroisse sous l'autorité religieuse de l'évêque de Quimper, et faisait partie de la seigneurie de Quintin.

### XXesiècle

#### Les guerres duXXesiècle
Le monument aux morts porte les noms de 26 soldats morts pour la Patrie :
- 22 sont morts durant la Première Guerre mondiale ;
- 4 sont morts durant la Seconde Guerre mondiale.

## Politique et administration
| Période                                  | Période                | Identité                        | Étiquette | Qualité                                              |
| ---------------------------------------- | ---------------------- | ------------------------------- | --------- | ---------------------------------------------------- |
| Les données manquantes sont à compléter. |                        |                                 |           |                                                      |
| ?                                        | septembre 1927 (décès) | Amaury de la Moussaye           |           |                                                      |
| Les données manquantes sont à compléter. |                        |                                 |           |                                                      |
| avant 1955                               | mars 1965              | Joseph Jouanny                  |           |                                                      |
| mars 1965                                | 1973                   | Théophile Lamouroux (1908-2001) |           | Agriculteur, maire honoraire                         |
| 1973                                     | 14 mars 2008           | Félix Le Tyrant (1934-2024)     |           | Retraité de l'agriculture, maire honoraire           |
| 14 mars 2008                             | 26 mai 2020            | Anne Henry                      | DVD       | Agricultrice, adjointe au maire (2001 → 2008)        |
| 26 mai 2020                              | En cours               | Michel Jouan,                   | DVD       | Agriculteur retraité, adjoint au maire (2008 → 2020) |

## Démographie
| 1793 | 1800 | 1806 | 1821 | 1831 | 1836 | 1841 | 1846 | 1851 |
| ---- | ---- | ---- | ---- | ---- | ---- | ---- | ---- | ---- |
| 955  | 340  | 727  | 807  | 910  | 941  | 886  | 815  | 780  |

| 1856 | 1861 | 1866 | 1872 | 1876 | 1881 | 1886 | 1891 | 1896 |
| ---- | ---- | ---- | ---- | ---- | ---- | ---- | ---- | ---- |
| 743  | 751  | 780  | 674  | 730  | 708  | 728  | 717  | 700  |

| 1901 | 1906 | 1911 | 1921 | 1926 | 1931 | 1936 | 1946 | 1954 |
| ---- | ---- | ---- | ---- | ---- | ---- | ---- | ---- | ---- |
| 648  | 645  | 605  | 475  | 467  | 476  | 433  | 403  | 365  |

| 1962 | 1968 | 1975 | 1982 | 1990 | 1999 | 2006 | 2007 | 2012 |
| ---- | ---- | ---- | ---- | ---- | ---- | ---- | ---- | ---- |
| 376  | 357  | 271  | 236  | 201  | 189  | 186  | 185  | 170  |

| 2017 | 2022 | - | - | - | - | - | - | - |
| ---- | ---- | - | - | - | - | - | - | - |
| 162  | 178  | - | - | - | - | - | - | - |

Le Bodéo a perdu 76 % de sa population entre 1851 et 1999, passant de 760 à 189 habitants entre ces deux dates.

## Lieux et monuments

### Patrimoine religieux
- Église Saint-Théo ; voir aussi : Retable du rosaire (Le Bodéo).

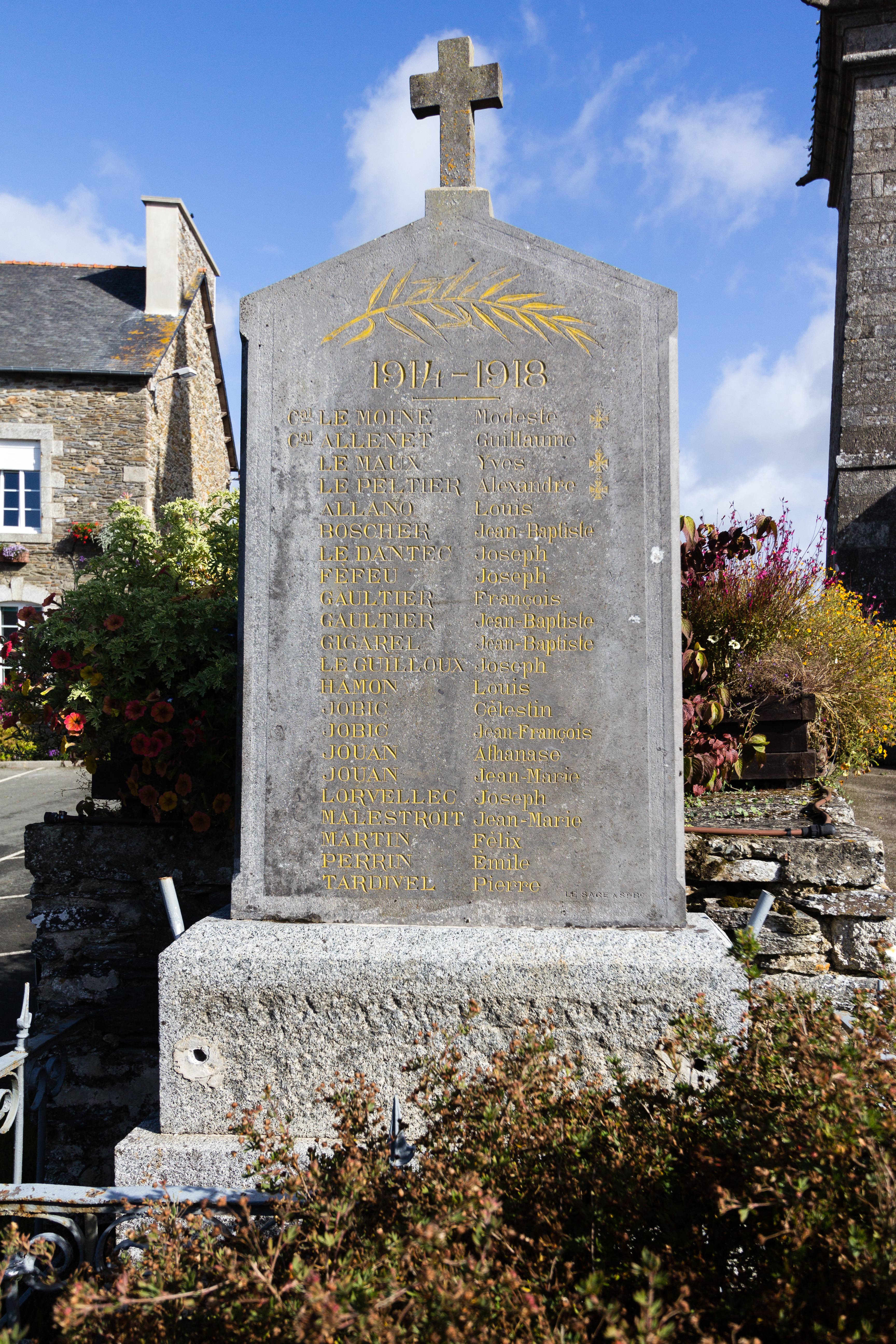
Monument aux morts de la Première Guerre mondiale.
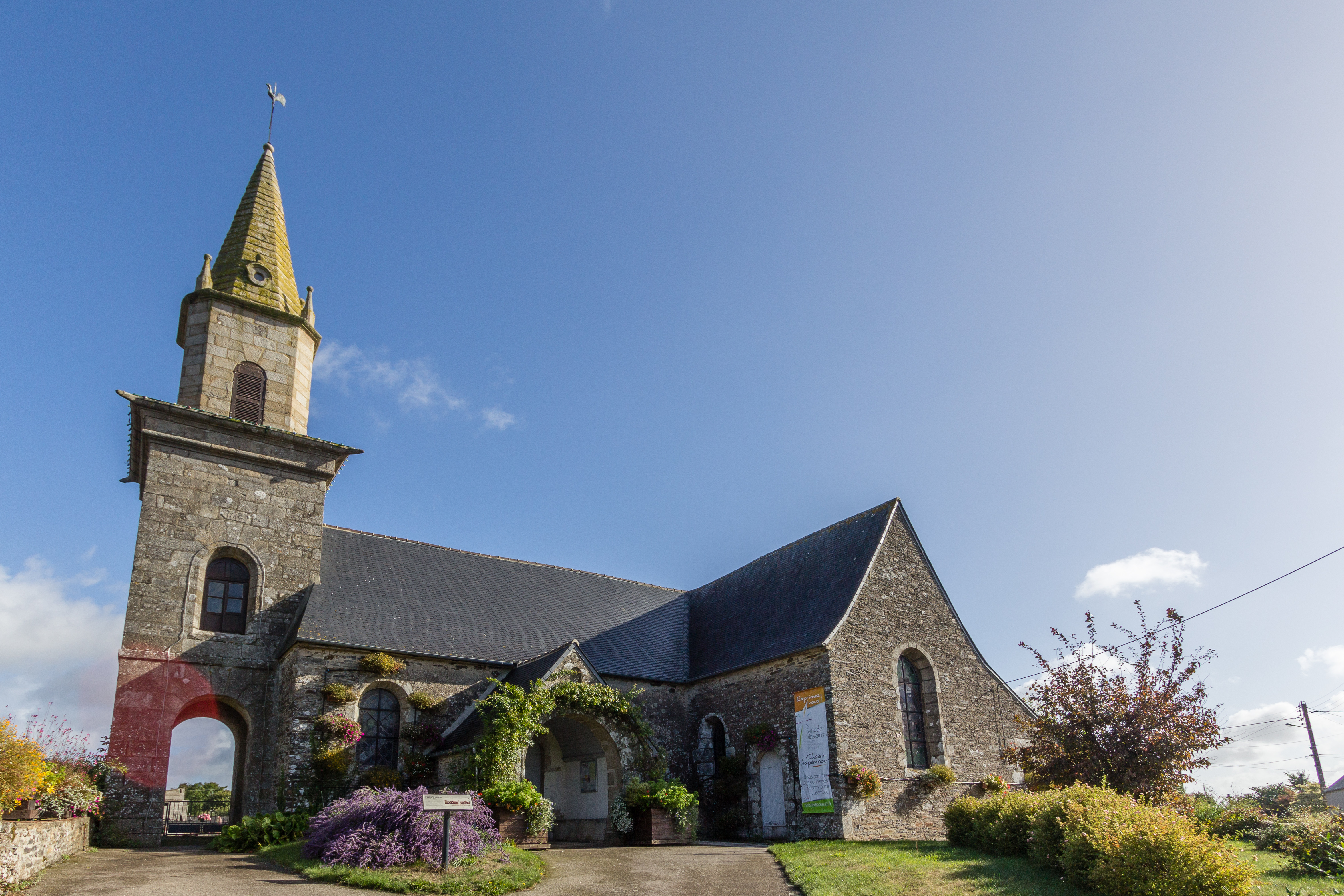
Église Saint-Théo.

### Patrimoine civil

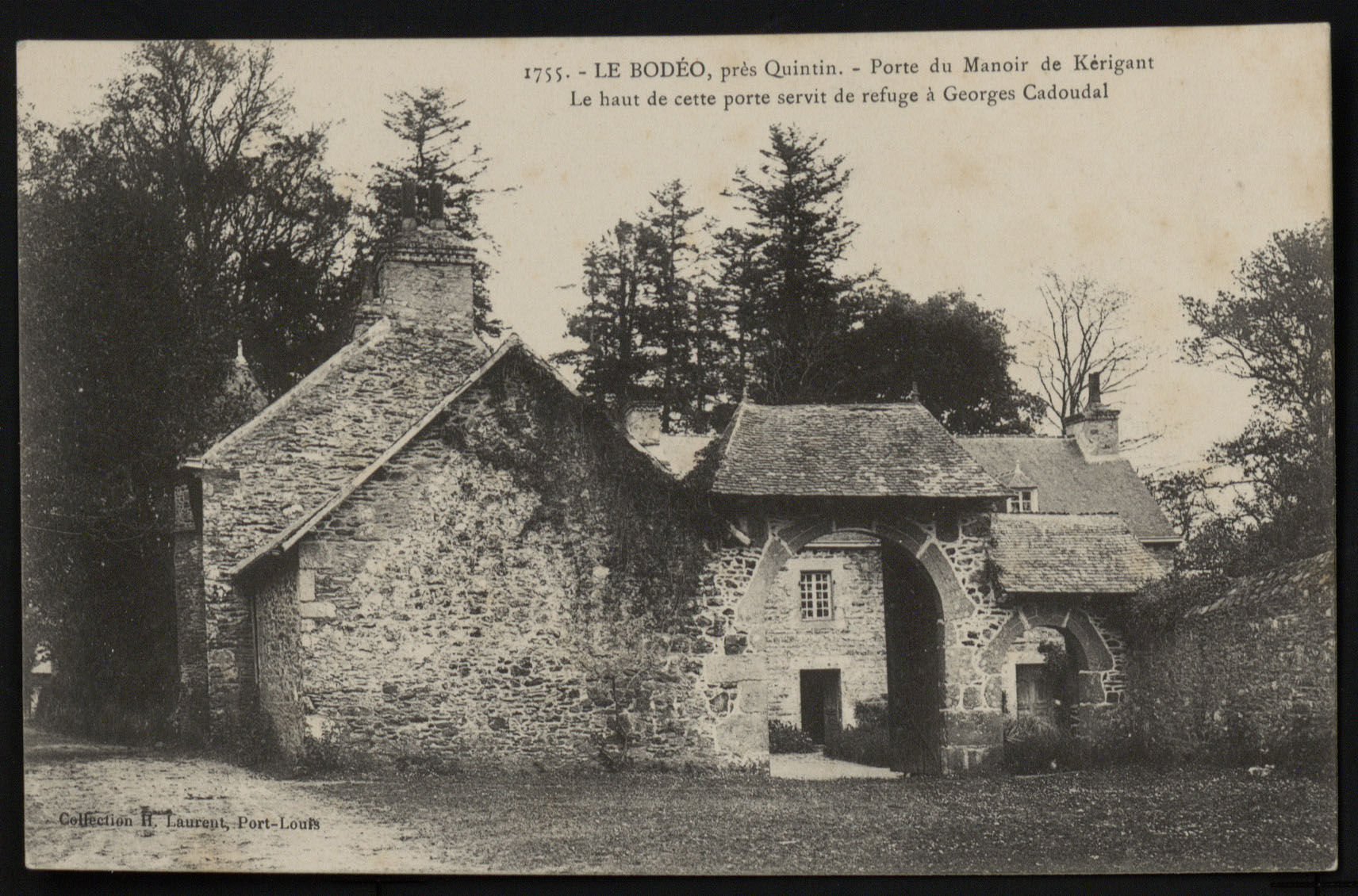
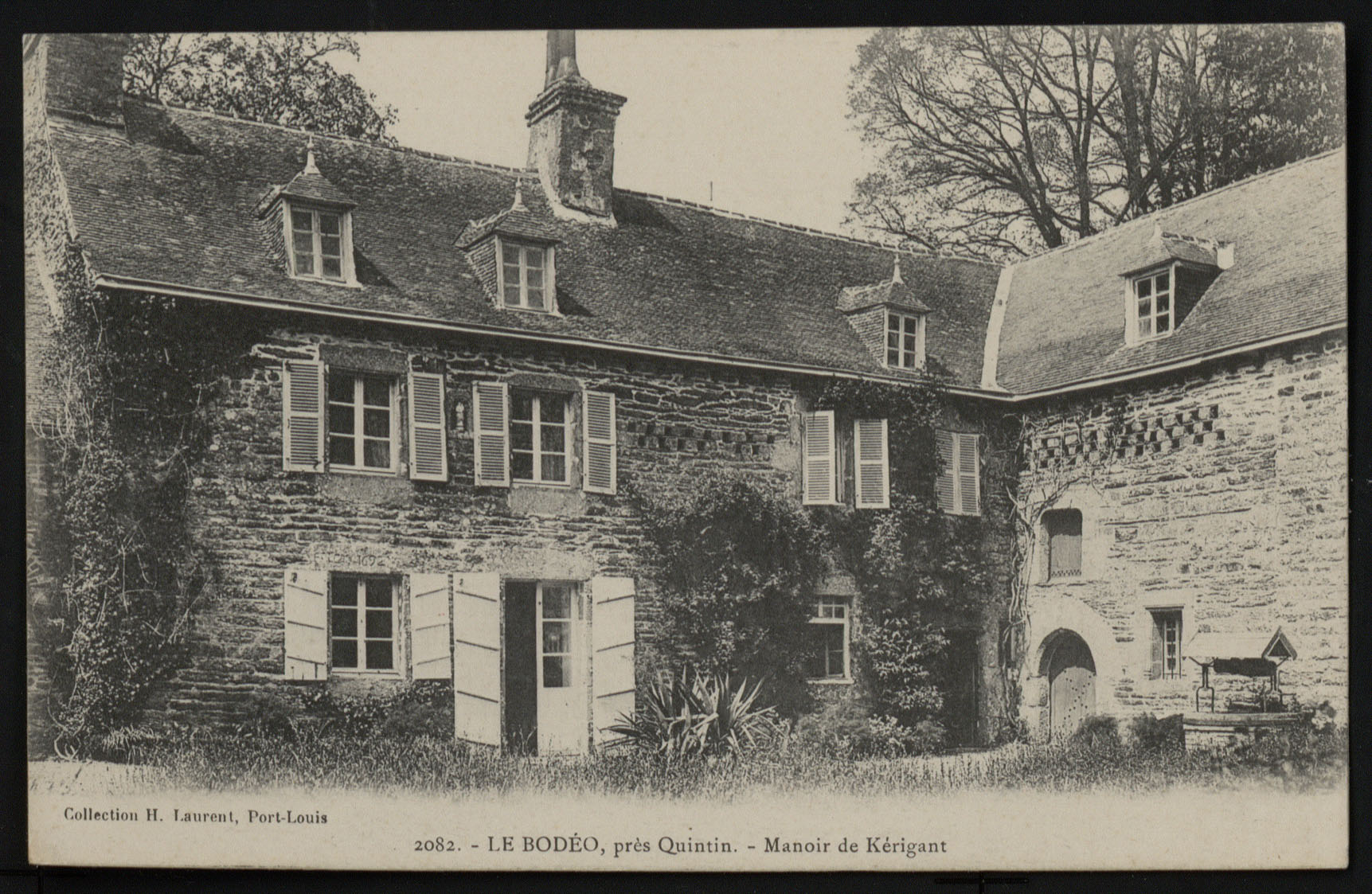

- Manoir de Kérigant

## Personnalités liées à la commune
- François Marie Garnier de Kérigant (1762-1824), chef chouan, beau-frère de Guillaume Le Gris du Val.